# Иссакуа
Иссакуа — город в округе Кинг штата Вашингтон, США. Население города составляло 40 051 по данным переписи 2020 года и оценивалось в 39 344 человека в 2022 году. Город расположен в долине, разделён пополам межштатной автомагистралью 90, граничит с плато Саммамиш на севере и «Альпами Иссакуа» на юге.

## История
«Иссакуа» — это англизированное слово, индейское название, означающее «звуки птиц», «змея» или «маленький ручей».
В сентябре 1885 года на этой невключённой территории произошёл обстрел китайских рабочих, собиравших хмель с местных полей. Трое рабочих погибли от огнестрельных ранений, но никто из нападавших не был осужден за какое-либо нарушение.
Поселение получило статус муниципалитета 29 апреля 1892 года. Изначально это был маленький шахтёрский городок, но постепенно его внешний вид и экономический фокус претерпели изменения. Иссакуа был основан для обслуживания горнодобывающей промышленности. Когда в конце 1890-х годов запас полезных ископаемых начал истощаться, другие компании начали осознавать потенциал Иссакуа по поддержке прибыльного лесозаготовительного бизнеса. Древесину из Иссакуа и других небольших местных городов экспортировали в Сиэтл и более крупные, быстро растущие общины. Во времена Великой депрессии рост промышленности приостановился. В течение последующих десятилетий большую часть рабочих мест в городе обеспечивал Boeing. Позднее Microsoft и другие технологические корпорации переместились сначала в Редмонд, а затем начали работу и в самом Иссакуа. Как «Боинг», так и «Майкрософт» значительно повлияли на историю, культурное развитие и разнообразие населения Иссакуа благодаря активному участию сообщества и привлечению жителей из других районов. В июне 1996 года Costco перенесла свою глобальную штаб-квартиру в Иссакуа из соседнего Керкленда.
В число других работодателей Иссакуа входят Siemens Medical Solutions Ultrasound Group, технологическая группа GoldSim, Overtime Technologies, Boehm’s Candies и Darigold.

## География
Иссакуа находится в 24 километрах к юго-востоку от Сиэтла на южном конце озера Саммамиш. Соседние города — Белвью на западе и Саммамиш на севере.
По данным Бюро переписи населения США, город имеет общую площадь 11,40 квадратной мили (29,53 км2), из которых 11,38 квадратной мили (29,47 км2) заняты сушей и 0,02 квадратной мили (0,05 км2) — водой.
Иссакуа присущ теплый летний средиземноморский климат с прохладной, очень влажной зимой и тёплым, умеренно влажным летом. Хотя в Иссакуа не бывает сухого сезона, зимы во много раз влажнее, чем летом.

## Местные достопримечательности
В соседних высокогорьях, получивших название Альпами Иссакуа, пролегают пешеходные тропы, проходящие по трём горам, окружающим Иссакуа: Тайгер, Кугар и Сквак. В самом городе присутствует несколько культурных и исторических достопримечательностей, таких как старинный трамвай, Деревенский театр, местный зоопарк и лососевый инкубатор.

## Здравоохранение
В 2012 году Медицинский центр "Суидиш" открыл больницу с полным комплексом услуг и медицинское учреждение в высокогорье Иссакуа. В состав больницы входит 175 коек и круглосуточное отделение неотложной помощи.

## Города-побратимы
- Сунндал, Норвегия[11]
- Шавен, Марокко[12]